# Juana Koslay (princesa)
Arocena Koslay (n.  siglo XVI - ibíd.) fue una cacique aborigen de las Sierras de San Luis en inmediaciones de la ciudad argentina de San Luis, en la actual Argentina. Fue una princesa de la tribu Michilingüe a finales del siglo XVI y principios del XVII.

## Biografía
Fue bautizada en 1594 por un sacerdote español como Juana por sus nupcias con un oficial español con el grado de capitán llamado Juan Gómez Isleño, destinado a conquistar y ocupar las tierras de la región de Cuyo.
En las Sierras de San Luis del actual territorio argentino habitó el pueblo originario conocidos como Michilingüe, lugar donde se encontraba el cacique Cabeytú Koslay, un destacado jefe de la tribu indígena. Cabeytú heredó sus tierras y el mando de su tribu a su hija primogénita Arocena Koslay. 
Arocena o Juana desde muy pequeña fue instruida por su padre y la tribu para ser su futura conductora. Contaba con un carácter fuerte y decidido; asimismo, ostentaba gran poder, lo que cautivó la atención de nativos y conquistadores. Los españoles que tomaron posesión de las tierras michilingües secuestraron a la princesa Koslay y la obligaron a casarse con el oficial español como premio de la conquista ganada. 
La boda no se hizo esperar. Se casaron según la religión católica (totalmente ajena a los michilingües), después de ser bautizada con el nombre de Juana. Los españoles la consideraron noble, como hacían con los caciques cristianizados.
Juana se dedicó a la enseñanza y de ella descienden miles de puntanos, y uno de los más destacados que lleva su sangre fue el mismo Juan Pascual Pringles.
Este ejemplo siguieron varios de sus compañeros, contrayendo enlace matrimonial con las mujeres indígenas. Juana Koslay, la del apelativo lagunero, las comprendía a todas. La llamaron Doña, tuvo tierras y mereció el canto de los poetas, entre ellos un famoso poema de Hugo A. Guzmán.

## Poema clásico dedicado a Juana Koslay
La historia del llanto de un indio desde lo alto de los cerros
Juana Koslay.
Si quieres conocer lo que busca el viento chorrillero.

Se enamoró el indio aquel de la más bella mujer, pero el destino los separó sin contemplar su razón.
Se casó para salvar a su pueblo, pero ella presentía la traición del invasor, que partió en dos nuestra raza tan milenaria y de sol, junto con el amor de ese indio crucificando su honor.
Juana Koslay, ese fue el nombre que te eligieron los que vinieron de allá.
Tu indio llora, llora la pena por su amor.
Y él se fue a los montes para no ver a su amada en los brazos de aquel capitán. Hoy su alma es el viento que baja desde los cerros llamando a Juana Koslay.
"Juana Koslay", de Hugo A. Guzmán.